# Lista de ases noturnos da Alemanha na Segunda Guerra Mundial

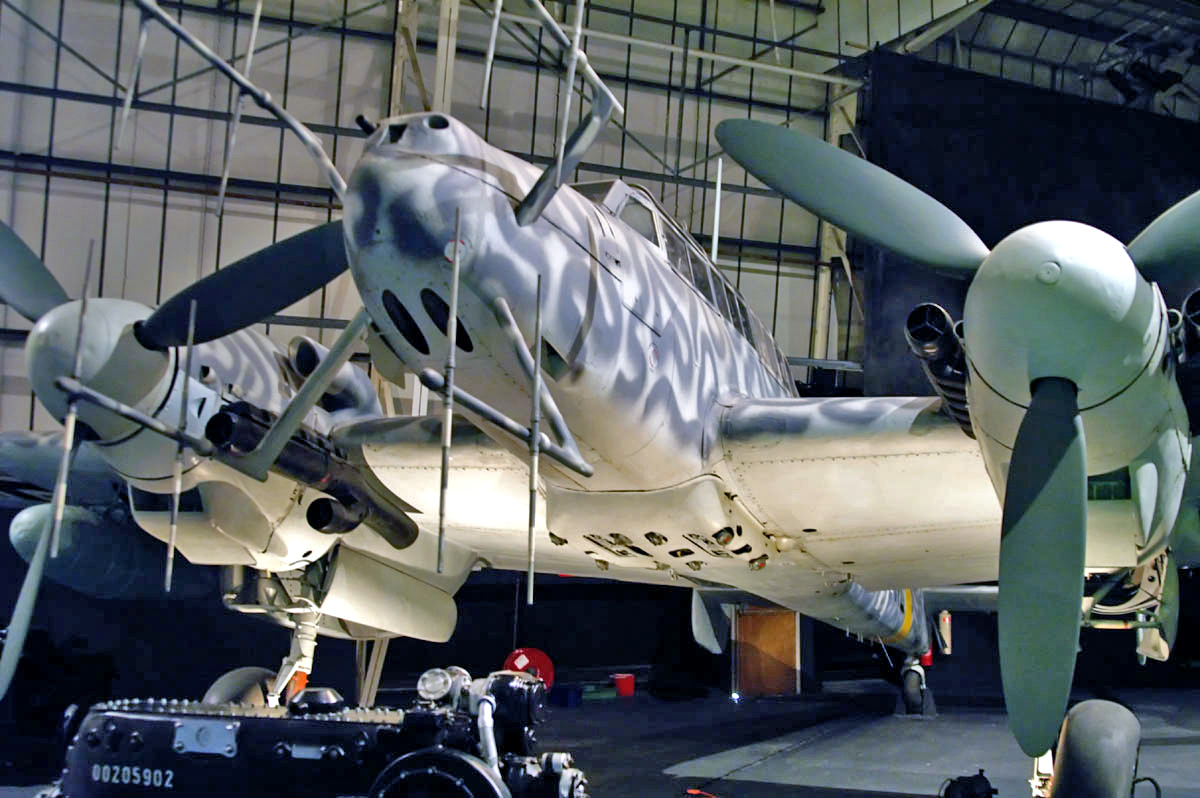
Um caça nocturno Bf 110G-4 em exposição no Museu da RAF em Londres.

Esta é uma lista de ases nocturnos da Alemanha durante a Segunda Guerra Mundial. Apesar de ter havido cerca de 2500 ases alemães, esta lista apresenta apenas aqueles que contabilizaram as suas vitórias à noite.

## Contexto
Um ás da aviação, ou simplesmente um ás, é um piloto militar que abateu cinco ou mais aeronaves inimigas durante combates aéreos. Cada aeronave abatida é referida como uma vitória. Os pilotos alemães diurnos e nocturnos abateram mais de 70 000 aeronaves inimigas durante a Segunda Guerra Mundial; por volta de 25 000 aeronaves britânicas e norte-americanas e cerca de 45 000 soviéticas. 103 pilotos alemães abateram mais de 100 aeronaves inimigas, totalizando cerca de 15 400. Além destes, outros 360 pilotos abateram entre 40 e 100 aeronaves cada; outros 500 abateram entre 20 e 40. É relativamente certo que cerca de 2500 pilotos alemães tenham alcançado o status e ás da aviação. 453 pilotos diurnos e de caças pesados foram agraciados com a Cruz de Cavaleiro da Cruz de Ferro, assim como 85 pilotos nocturnos, incluindo 14 tripulantes aéreos.
Devido à situação bélica alemã e também às políticas de prestação de serviço militar da Luftwaffe, os pilotos de caças nocturnos permaneceram na linha da frente até serem mortos ou feridos em combate, ou ficando incapacitados de voar devido à exaustão e à fatiga.

## Ases nocturnos da Alemanha
Esta cor, juntamente com o * (asterisk), indica que o piloto foi declarado como morto em combate, desaparecido em combate ou vitima de um acidente aéreo.
| Nome                                 | Posto          | Vitórias à noite | Vitórias de dia | Total de vitórias | Unidade                                      | Notas                                                      |  |
| ------------------------------------ | -------------- | ---------------- | --------------- | ----------------- | -------------------------------------------- | ---------------------------------------------------------- |  |
| Heinz-Wolfgang Schnaufer             | Major          | 121              | 0               | 121               | NJG 1, NJG 4                                 | tinha a alcunha de "O Mago de St. Trond",                  |  |
| Helmut Lent*                         | Oberst         | 102              | 8               | 110               | ZG 76, NJG 1, NJG 2, NJG 3                   | faleceu num acidente aéreo a 7 de Outubro de 1944          |  |
| Heinrich Prinz zu Sayn-Wittgenstein* | Major          | 83               | 0               | 83                | NJG 2                                        | morto em combate a 21 de Janeiro de 1944                   |  |
| Werner Streib                        | Oberst         | 67               | 1               | 68                | ZG 1, NJG 1                                  |                                                            |  |
| Manfred Meurer*                      | Hauptmann      | 65               | 0               | 65                | NJG 1, NJG 5                                 | morto em combate a 21 de Janeiro de 1944                   |  |
| Günther Radusch                      | Oberst         | 64               | 1               | 65                | ZG 1, NJG 1, NJG 3, NJG 2                    |                                                            |  |
| Rudolf Schoenert                     | Major          | 64               | 0               | 64                | NJG 1, NJG 2, NJG 3, NJG 100, NJGr 10, NJG 5 |                                                            |  |
| Heinz Rökker                         | Hauptmann      | 63               | 1               | 64                | NJG 2                                        |                                                            |  |
| Paul Zorner                          | Major          | 59               | 0               | 59                | NJG 2, NJG 3, NJG 100, NJG 5                 |                                                            |  |
| Martin Becker                        | Hauptmann      | 58               | 0               | 58                | NJG 4, NJG 6                                 |                                                            |  |
| Gerhard Raht                         | Hauptmann      | 58               | 0               | 58                | NJG 3, NJG 2                                 |                                                            |  |
| Wilhelm Herget                       | Major          | 57               | 16              | 73                | ZG 76, NJG 3, NJG 1, NJG 4, JV 44            |                                                            |  |
| Kurt Welter                          | Oberleutnant   | 56               | 7               | 63                | JG 301, Kdo Welter, NJG 11                   |                                                            |  |
| Gustav Francsi                       | Oberleutnant   | 56               | 0               | 56                | NJG 100                                      |                                                            |  |
| Josef Kraft                          | Hauptmann      | 56               | 0               | 56                | NJG 4, NJG 5, NJG 6, NJG 1                   |                                                            |  |
| Heinz Strüning*                      | Hauptmann      | 56               | 0               | 56                | ZG 26, NJG 2, NJG 1                          | morto em combate a 25 de Dezembro de 1944                  |  |
| Hans-Dieter Frank*                   | Hauptmann      | 55               | 0               | 55                | ZG 1, NJG 1                                  | morto em combate a 27 de Setembro de 1943                  |  |
| Heinz Vinke*                         | Oberfeldwebel  | 54               | 0               | 54                | NJG 1                                        | morto em combate a 26 de Fevereiro de 1944                 |  |
| August Geiger*                       | Hauptmann      | 53               | 0               | 53                | NJG 1                                        | morto em combate a 29 de Setembro de 1943                  |  |
| Egmont Prinz zur Lippe-Weißenfeld*   | Major          | 51               | 0               | 51                | ZG 76, NJG 1, NJG 2, NJG 5                   | faleceu num acidente aéreo a 22 de Março de 1944           |  |
| Werner Hoffmann                      | Major          | 50               | 1               | 51                | ZG 52, ZG 2, NJG 3, NJG 5                    |                                                            |  |
| Reinhard Kollak                      | Stabsfeldwebel | 49               | 0               | 49                | NJG 1, NJG 4                                 |                                                            |  |
| Hermann Greiner                      | Hauptmann      | 47               | 4               | 51                | NJG 1                                        |                                                            |  |
| Herbert Lütje                        | Oberstleutnant | 47               | 3               | 50                | NJG 1, NJG 6                                 |                                                            |  |
| Johannes Hager                       | Hauptmann      | 47               | 1               | 48                | NJG 1                                        |                                                            |  |
| Paul Gildner*                        | Oberleutnant   | 46               | 2               | 48                | ZG 1, NJG 1                                  | morto em combate a 24 de Fevereiro de 1943                 |  |
| Hans-Heinz Augenstein*               | Hauptmann      | 46               | 0               | 46                | NJG 1                                        | morto em combate a 7 de Dezembro de 1944                   |  |
| Ludwig Becker*                       | Hauptmann      | 46               | 0               | 46                | NJG 1                                        | morto em combate a 26 de Fevereiro de 1943                 |  |
| Paul Semrau*                         | Major          | 46               | 0               | 46                | NJG 2                                        | morto em combate a 8 de Fevereiro de 1945                  |  |
| Ernst-Georg Drünkler                 | Hauptmann      | 45               | 2               | 47                | ZG 2, NJG 1, NJG 5                           |                                                            |  |
| Rudolf Frank                         | Leutnant       | 45               | 0               | 45                | NJG 3                                        |                                                            |  |
| Alois Lechner*                       | Major          | 45               | 0               | 45                | NJG 2, NJG 100                               | desaparecido em combate a 23 de Fevereiro de 1944          |  |
| Reinhold Knacke*                     | Hauptmann      | 44               | 0               | 44                | ZG 1, NJG 1                                  | morto em combate a 3 de Fevereiro de 1943                  |  |
| Walter Borchers*                     | Oberstleutnant | 43               | 16              | 59                | NJG 5                                        | morto em combate a 6 de Março de 1945                      |  |
| Martin Drewes                        | Major          | 43               | 6               | 49                | ZG 76, NJG 1                                 |                                                            |  |
| Werner Baake                         | Hauptmann      | 41               | 0               | 41                | NJG 1                                        |                                                            |  |
| Dietrich Schmidt                     | Hauptmann      | 40               | 0               | 40                | NJG 1                                        |                                                            |  |
| Leopold Fellerer                     | Hauptmann      | 39               | 2               | 41                | NJG 1, NJG 5, NJG 6                          |                                                            |  |
| Ludwig Meister                       | Hauptmann      | 38               | 1               | 39                | NJG 1, NJG 4                                 |                                                            |  |
| Eckart-Wilhelm von Bonin             | Major          | 37               | 2               | 39                | NJG 1, NJG 102                               |                                                            |  |
| Walter Ehle                          | Major          | 35               | 4               | 39                | ZG 1, NJG 1                                  |                                                            |  |
| Wilhelm Beier                        | Oberleutnant   | 38               | 0               | 38                | NJG 2, NJG 1, NJG 3                          |                                                            |  |
| Helmut Bergmann*                     | Hauptmann      | 36               | 0               | 36                | NJG 4, NJG 1                                 | morto em combate a 6 de Agosto de 1944                     |  |
| Günther Bertram                      | Oberleutnant   | 35               | 0               | 35                | NJG 100                                      |                                                            |  |
| Günther Bahr                         | Oberfeldwebel  | 34               | 3               | 37                | SKG 210, NJG 4, NJG 6                        |                                                            |  |
| Heinz-Horst Hißbach*                 | Hauptmann      | 34               | 0               | 34                | NJG 2                                        | morto em combate a 14 de Abril de 1945                     |  |
| Werner Husemann                      | Major          | 34               | 0               | 34                | NJG 1, NJG 3                                 |                                                            |  |
| Wilhelm Johnen                       | Hauptmann      | 34               | 0               | 34                | NJG 1, NJG 5, NJG 6                          |                                                            |  |
| Ernst-Wilhelm Modrow                 | Hauptmann      | 34               | 0               | 34                | NJG 1                                        |                                                            |  |
| Heinz-Martin Hadeball                | Hauptmann      | 33               | 0               | 33                | NJG 1, NJG 4, NJG 6, NJGr 10                 |                                                            |  |
| Josef Kociok                         | Oberfeldwebel  | 33               | 0               | 33                | ZG 76, SKG 210, ZG 1                         | morto em combate a 26 de Setembro de 1943                  |  |
| Karl-Heinz Scherfling*               | Oberfeldwebel  | 33               | 0               | 33                | NJG 1                                        | morto em combate a 21 de Julho de 1944                     |  |
| Paul-Hubert Rauh                     | Major          | 31               | 0               | 31                | NJG 1, NJG 4                                 |                                                            |  |
| Gerhard Friedrich*                   | Major          | 30               | 0               | 30                | NJG 4, NJG 6                                 | morto em combate a 16 de Março de 1945                     |  |
| Heinz Ferger                         | Hauptmann      | 30               | 0               | 30                | NJG 2, NJG 3                                 |                                                            |  |
| Hans Leickhardt                      | Major          | 30               | 0               | 30                | NJG 3, NJG 1, NJG 5                          | desaparecido em combate a 5 de Março de 1945               |  |
| Friedrich-Karl Müller                | Major          | 30               | 0               | 30                | JG 300, NJGr 10                              |                                                            |  |
| Paul Szameitat*                      | Hauptmann      | 28               | 1               | 29                | NJG 1, NJG 5, NJG 3                          | morto em combate a 2 de Janeiro de 1944                    |  |
| Hans-Joachim Jabs                    | Oberstleutnant | 28               | 22              | 50                | ZG 76, NJG 1                                 |                                                            |  |
| Rudolf Sigmund*                      | Hauptmann      | 27               | 2               | 28                | NJG 1                                        | morto em combate a 4 de Outubro de 943                     |  |
| Heinz Grimm*                         | Leutnant       | 26               | 1               | 27                | NJG 1                                        | faleceu devido a ferimentos graves a 13 de Outubro de 1943 |  |
| Alfons Köster*                       | Hauptmann      | 25               | 1               | 26                | NJG 1, NJG 2, NJG 3                          | morto em combate a 6 de Janeiro de 1945                    |  |
| Helmuth Schulte                      | Hauptmann      | 25               | 0               | 25                | NJG 5, NJG 6                                 |                                                            |  |
| Lothar Linke*                        | Oberleutnant   | 24               | 3               | 27                | ZG 76, NJG 1, NJG 2                          | morto em combate a 14 de Maio de 1943                      |  |
| Peter Spoden                         | Hauptmann      | 24               | 0               | 24                | NJG 5, NJG 6                                 |                                                            |  |
| Wolfgang Thimmig                     | Oberstleutnant | 24               | 0               | 24                | NJG 1, NJG 2, NJG 4                          |                                                            |  |
| Wolfgang Schneeweis*                 | Hauptmann      | 17               | 0               | 17                | NJG 200                                      | desaparecido em combate a 28 ou 29 de Julho de 1943        |  |
| Helmut Woltersdorf*                  | Oberleutnant   | 16               | 8               | 24                | ZG 141, ZG 76, NJG 1                         | morto em combate a 2 de Junho de 1942                      |  |
| Hans Hahn*                           | Leutnant       | 13               | 0               | 13                | NJG 2                                        | faleceu num acidente aéreo a 11 de Outubro de 1941         |  |